# Aymat Catafau
Aymat Catafau (Mens, 1956) és Maitre de Conférences d'Història medieval a la Universitat de Perpinyà.
Les seves recerques s'han centrat en l'estudi de la societat en l'època feudal i s'ha especialitzat en la història del Rosselló. La seva tesi de doctorat a la Universitat de Tolosa sobre les celleres (o sagreres) del bisbat d'Elna representà una notable aportació a l'estudi de la morfologia i de la gènesi dels pobles catalans, d'una manera especials dels de les comarques de la Catalunya del Nord «una de les grans aportacions a l'estudi de l'origen dels pobles eclesials catalans». Concretament establí les característiques i l'evolució dels pobles de sagrera o de cellera. És secretari de la revista científica Domitia.

## Obres destacades
Per una bibliografia completa de les publicacions científiques vegeu «Obra de Aymat Catafau» a Dialnet.
- Les celleres et la naissance du village en Roussillon (Xe-XVe siècles) (1998)[4]
- Història dels Llupià (1088-1771) i dels seus llinatges incorporats: Icard, Roger i Vallseca (2006)[5]